# Hild Hrólfsdóttir
Hild Hrólfsdóttir aparece como una poetisa de Noruega, hija del caudillo vikingo Hrólfr nefja y esposa de Rognvald Eysteinsson, jarl de Møre, según diversas fuentes como Haralds saga hárfagra (24), Óláfs saga Tryggvasonar en mesta (95), Landnámabók (S 309 / H 270) donde aparece como Ragnhildr y saga Orkneyinga (4).
Hild y Rognvald tuvieron cuatro hijos: Ívarr, Hrólfr (apodado Hrolf Ganger, nórdico antiguo: Göngu-Hrölfr, o Rollo, primer caudillo vikingo que iniciaría una estirpe que gobernaría el Ducado de Normandía), Þórir y Hrollaug.
Como escaldo es conocida por componer un poema, un lausavísur que escribió al rey Harald I de Noruega pidiendo clemencia por su padre desterrado.